# 1492
Пізнє середньовіччя • Доба великих географічних відкриттів •  Відродження •  Реконкіста •  Ганза •  Ацтецький потрійний союз •  Імперія інків

## Геополітична ситуація
Османську державу очолює Баязид II (до 1512). Імператором Священної Римської імперії є Фрідріх III. У Франції королює Карл VIII Люб'язний (до 1498).
Середню частину Апеннінського півострова займає Папська область, південь належить Неаполітанському королівству. Могутніми державними утвореннями півночі є Венеційська республіка, Флорентійська республіка, Генуезька республіка та герцогство Міланське.
Кастилія і Леон та Арагонське королівство об'єднані в Іспанське королівство, де правлять католицькі королі Фернандо II Арагонський (до 1516) та Ізабелла I Кастильська (до 1504). В Португалії королює Жуан II (до 1495).
Генріх VII є королем Англії (до 1509), королем Данії та Норвегії — Юхан II (до 1513), Швецію очолює регент Стен Стуре Старший (до 1497). Королем Угорщини та Богемії є Владислав II Ягеллончик. У Польщі королює Ян I Ольбрахт (до 1501), а у Великому князівстві Литовському княжить Олександр Ягеллончик (до 1506).
Галичина входить до складу Польщі. Волинь належить Великому князівству Литовському. Московське князівство очолює Іван III Васильович (до 1505).
На заході євразійських степів від Золотої Орди відокремилися Казанське ханство, Кримське ханство, Ногайська орда. У Єгипті панують мамлюки. У Китаї править династія Мін. Значними державами Індостану є Делійський султанат, Бахмані, Віджаянагара. В Японії триває період Муроматі.
У Долині Мехіко править Ацтецький потрійний союз на чолі з Ахвіцотлем (до 1502). Цивілізація мая переживає посткласичний період. В Імперії інків править Тупак Юпанкі (до 1493).

## Події
- Митрополитом Київським став Іона Глезна.
- Московський князь Іван III Васильович заснував фортецю Івангород навпроти Нарви.
- Королем Польщі короновано Яна I Ольбрахта.
- Великим князем Литовським став Александр Ягеллончик.
- 2 січня християнські війська іспанських монархів короля Фернандо та королеви Ізабелли захопили Гранадський емірат, останнє державне утворення маврів у Іспанії.
- 31 березня король Фернандо і королева Ізабелла видали Альгамбрський декрет про вигнання з країни усіх євреїв, окрім тих, хто прийме християнство.
- 17 квітня Фернандо та Ізабелла дали дозвіл Христофору Колумбу почати пошук західного шляху до Індії.
- 3 серпня, за півгодини до світанку, італійський мореплавець Христофор Колумб відплив з іспанського порту Кадіс на чолі експедиції з трьох кораблів «Санта-Марія», «Пінта» і «Нінья» з екіпажем у 90 моряків на пошуки західного морського шляху до Індії.
- 12 жовтня Христофор Колумб, перепливши Атлантичний океан, досягнув сучасних Багамських островів, щиро вірячи, що дістався Східної Азії. Ця подія є відкриттям Америки для європейців.
- Розпочався понтифікат Олександра VI із валенсійської родини Борха.
- Флоренцію очолив П'єро ді Лоренцо Медічі.
- Антоніо де Небріха надрукував «Граматику кастильської мови».
- Марсіліо Фічіно надрукував коментарі до Плотіна.

## В Україні
- 1 серпня — Перша письмова згадка про запорозьких козаків: скарга кримсько-татарського хана Менґлі I Гірея до великого князя Литовського Олександра I щодо походу загону черкаських козаків у Дніпровський лиман під проводом черкаського намісника князя Богдана Глинського.

## Народились
- 17 січня — Адам Різе — німецький математик.
- 19 квітня — П'єтро Аретіно, італійський письменник-гуманіст кінця епохи Відродження.
- 20 квітня — Йоганн Агрікола (Шнайдер), німецький проповідник, один з лідерів Реформації, сподвижник Мартіна Лютера.

## Померли
- 8 квітня — У Флоренції у віці 43-х років помер Лоренцо I Медичі (Величний), правитель (синьйор) цього міста (з 1469 року), поет, меценат, що доклав чимало зусиль для розвитку культури італійського Відродження.
- Діонісій I (патріарх Константинопольський)